# Joanna Rubin Dranger
Joanna Rubin Dranger, egentligen Anna Joanna Dranger, född 1 mars 1970 i Stockholm, är en svensk serieskapare, barnbokskonstnär och illustratör. Hennes Fröken Livrädd & Kärleken var den första av flera uppmärksammade serieböcker där sagor och sociala begrepp sätts i perspektiv. Sedan hösten 2007 innehar hon tjänsten som professor i illustration på institutionen för grafisk design och illustration på Konstfack i Stockholm. Hon är en av två konstnärliga ledare för mastergruppen Storytelling på Konstfack.

## Biografi
Joanna Dranger är dotter till formgivaren Jan Dranger och arkitekten Lena Dranger Isfält. Hennes första bok var Arg! Nittiotalets argaste bok, en barnbok som hon skrev tillsammans med Anna Karin Cullberg. Den vann första pris i Libers barnbokstävling 1989 och gavs ut samma år. Ledsen, en helt vanlig historia, även den med Anna Karin Cullberg, kom ut 1991. Åren 1992–95 studerade Dranger på Konstfack.
År 1999 gav Rubin Dranger ut sin första serieroman Fröken Livrädd & Kärleken. Den fria uppföljaren Fröken Märkvärdig & Karriären översattes till norska, finska, engelska och japanska. Därefter har hon fortsatt att i sina böcker behandla vuxenlivets stora frågor ur annorlunda vinklar. Alltid redo att dö för mitt barn från 2008 behandlade moderskapet och presenterades av förlaget som en samling berättelser kring "föräldraskapets balansakt mellan maktfullkomlighet och vuxenansvar".
Rubin Drangers tecknade berättelser har varit försäljningsframgångar, och till dags dato har över 100 000 exemplar tryckts. Hennes illustrationer har bland annat publicerats av Månadsjournalen, Dagens Nyheter, Svenska Dagbladet, BANG!, Publicistklubben, Röda korset, Aftonbladets ledarsida, Naturskyddsföreningen, Rabén & Sjögren, Alfabeta, Stockholms Stadsmission, Wahlström & Widstrand och Terrafem. Hon har förutom barn- och vuxenböcker också gjort frimärken, bokomslag och illustrationer.
Under våren 2008 hade hon utställningen Fröken Livrädd på Sergels torg på Kulturhuset i Stockholm. Samma år utkom boken Alltid redo att dö för mitt barn. I september  2010 hade filmen Fröken Märkvärdig & Karriären premiär, med Rubin Dranger som manusförfattare och regissör. Den 30 minuter långa filmen har belönats med ett flertal internationella priser. Hösten 2013 började hon publicera "Bildskolan" på den feministiska nättidningen Fempers. Bildskolans syfte är att folkbilda om stereotypa bilder av minoriteter genom visuell kommunikation. I slutet av januari 2014 hade Teater Dyrelabs Frøken Mærkværdig og karrieren premiär i Köpenhamn: fritt efter den tecknade romanen med samma namn.
År 2017 lanserade Rubin Dranger tillsammans med Moa Matthis Bildersmakt.se, en kunskapsbank på nätet om stereotypa bilder. År 2022 gav hon ut serieromanen Ihågkom oss till liv som skildrar hennes judiska släkts flykt från Tsarrysslands pogromer, det vidare livet i Sverige och Förintelsen i Östeuropa. Den beskrevs av Hynek Pallas som "en djupt drabbande bok som är en blivande klassiker" och vann Nordiska rådets litteraturpris 2023.

### Familj
Dranger bor med sin man, författaren Oivvio Polite, och tre barn i Stockholm.

## Stil och utmärkelser
Rubin Drangers berättelser har en feministisk prägel, oavsett om hon dissekerar könsrollerna i folksagor eller moderskapets motsägelser.
Rubin Dranger har sedan första priset för barnboken Arg! 1989 fått motta en rad priser och utmärkelser. Hon fick år 2000 motta Stora Svenska Illustratörspriset, med motiveringen: "för att hon med charm, intelligens och humor förmår gestalta skiftningarna i vår vardag". Hon fick Urhunden för "Bästa svenska originalalbum 2001", utdelat av Seriefrämjandet för Fröken Märkvärdig & karriären. Hon fick 2003 Stockholms stads Konstnärsstipendium.

### FilmenFröken Märkvärdig & Karriären[15]
- 2010 – Publikens pris på Filmfestivalen i Cork
- 2010 – Publikens pris på Uppsala Internationella Kortfilmfestival
- 2010 –  Bästa kortfilm på Nordisk Panorama, Bergen
- 2010 – Fipresci-priset på Annecys internationella festival för animerad film
- 2011 – Publikens pris på Tricky Women Festival, Wien